# Jakob Dautzenberg

Dautzenberg (um 1928)

Jakob Dautzenberg (* 2. Februar 1897 in Würselen (damals Landkreis Aachen, heute Städteregion Aachen); † 20. August 1979 in Aachen) war ein deutscher Politiker (KPD) und Widerstandskämpfer gegen den Nationalsozialismus. Er war Mitglied des Reichstags.

## Leben
Dautzenberg, Sohn eines Werkmeisters, war gelernter Former. 1912 wurde er Gewerkschaftsmitglied, 1922 Mitglied der KPD.
Er war Gemeindevertreter in Haaren im Landkreis Aachen und ab 1925 Kreistagsabgeordneter in Aachen-Land. 1928 wurde er hauptamtlicher KPD-Sekretär in Aachen (bis 1932). Von 1928 bis 1930 war er Reichstagsabgeordneter für die KPD (Wahlkreis Köln-Aachen). Er blieb bis 1932 KPD-Sekretär in Aachen, anschließend Parteisekretär in Köln.
Nach der „Machtergreifung“ der Nationalsozialisten 1933 wurde er arbeitslos. In den Jahren 1933 und 1934 saß er in Untersuchungshaft, danach arbeitete er als Former. Dautzenberg baute in Aachen und Eschweiler eine Widerstandsgruppe auf, die im August 1944 von der Gestapo aufgerollt wurde. Dautzenberg wurde zusammen mit 200 Antifaschisten verhaftet. Im Konzentrationslager Neuengamme wurden an Dautzenberg lebensgefährliche Bazillenversuche durchgeführt. Schwerkrank schaffte man ihn ins KZ Bergen-Belsen, wo er im April 1945 befreit wurde. Als er nach Haaren zurückkehrte, waren sein Gesicht und sein Körper von Pilzwucherungen entstellt.
1946 wurde er für die KPD in den Kreistag Aachen-Land gewählt. Später war er bis zum Parteiverbot 1956 für die KPD als Unterbezirksleiter im Ruhrgebiet tätig. Danach lebte er als Rentner in Haaren bei Aachen. 1967 klagte die Staatsanwaltschaft ihn an, weiterhin für die illegale KPD tätig gewesen zu sein. Vor Gericht wurde er freigesprochen.
1968 trat er der DKP bei.